# 東幸町 (豊橋市)
東幸町（ひがしみゆきちょう）は、愛知県豊橋市の地名。

## 地理
豊橋市中央部に位置する。東は大岩町・岩屋町、西は江島町、南は西幸町・藤並町、北は佐藤町・高師町・西口町に接する。

### 字一覧
- 大山（おおやま）[WEB 5]
- 水神（すいじん）[WEB 5]
- 東明（とうめい）[WEB 5]
- 長山（ながやま）[WEB 5]

## 歴史

### 町名の由来
1927年（昭和2年）の陸軍大演習に際して天皇の行幸があったことによるいう。

### 人口の変遷
国勢調査による人口および世帯数の推移。
| 1995年（平成7年）  | 1296世帯 3863人 |  |
| 2000年（平成12年） | 1415世帯 4078人 |  |
| 2005年（平成17年） | 1515世帯 4077人 |  |
| 2010年（平成22年） | 1674世帯 4369人 |  |
| 2015年（平成27年） | 1743世帯 4494人 |  |

### 沿革
- 1957年（昭和32年） - 豊橋市高師町の一部により、同市東幸町が成立[2]。

## 交通
- JR東海道本線[1]
- 東海道新幹線[1]
- 愛知県道平井牟呂大岩線[1]

## 施設
- 寿泉寺みゆき幼稚園[1]
- 豊橋養鶉農協[1]
- みゆき町公民館[1]
- 東幸町ちびっこ広場[1]

### WEB
1. ↑  “愛知県豊橋市の町丁・字一覧”.   人口統計ラボ. 2023年4月13日閲覧。
2. ↑  総務省統計局 (2017年1月27日). “平成27年国勢調査の調査結果(e-Stat) - 男女別人口及び世帯数 －町丁・字等” (CSV). 2021年7月21日閲覧。
3. ↑  “愛知県豊橋市の郵便番号一覧”.   日本郵便. 2023年4月13日閲覧。
4. ↑  “市外局番の一覧” (PDF).   総務省 (2022年3月1日). 2022年3月22日閲覧。
5. 1 2 3 4  “愛知県豊橋市 住所一覧から地図を検索”.   ONE COMPATH. 2023年8月17日閲覧。
6. ↑  総務省統計局 (2014年3月28日). “平成7年国勢調査の調査結果(e-Stat) - 男女別人口及び世帯数 －町丁・字等” (CSV). 2021年7月20日閲覧。
7. ↑  総務省統計局 (2014年5月30日). “平成12年国勢調査の調査結果(e-Stat) - 男女別人口及び世帯数 －町丁・字等” (CSV). 2021年7月20日閲覧。
8. ↑  総務省統計局 (2014年6月27日). “平成17年国勢調査の調査結果(e-Stat) - 男女別人口及び世帯数 －町丁・字等” (CSV). 2021年7月21日閲覧。
9. ↑  総務省統計局 (2012年1月20日). “平成22年国勢調査の調査結果(e-Stat) - 男女別人口及び世帯数 －町丁・字等” (CSV). 2021年7月21日閲覧。
10. ↑  総務省統計局 (2017年1月27日). “平成27年国勢調査の調査結果(e-Stat) - 男女別人口及び世帯数 －町丁・字等” (CSV). 2021年7月21日閲覧。

### 書籍
1. 1 2 3 4 5 6 7 8 9  「角川日本地名大辞典」編纂委員会 1989, p. 1794.
2. 1 2  「角川日本地名大辞典」編纂委員会 1989, p. 1123.